# 许荣 (明朝)
许荣，江西永丰人，是一名明朝政治人物。
许荣曾于洪武八年(1375年)接替潘琳任漳州府知府一职，洪武间(1368年至1398年)由白寿接任。